# Панденульф (граф Капуанський)
Панденульф, граф Капуанський (862—863 і 879—882), син графа Пандо. Вперше став на престол у 862 по смерті батька, проте був зміщений дядьком-єпископом Капуї Ландульфом II.
Після смерті Ландульфа у 879 пред'явив свої претензії на графський престол, маючи своїм суперником іншого свого родича Ландо III. Панденульф захопив Теано і Казерту, тоді як прихильники Ландо володіли Каяццо і Каліно. Ландо користувався підтримкою князя Салернського Гвайфера, Панденульф розраховував на сприяння князя Беневентського Вайфера.
Панденульф відновив свою лояльність до папської влади, сподіваючись на допомогу Іоанна VIII. Капуанці обрали своїм єпископом Ландульфа, сина Ландо III, проте Панденульф вигнав його з міста та намагався призначити єпископом свого брата Ланденульфа. Іоанн VIII не підтримав Панденульфа та висвятив Ландульфа.